# Пушкарьов Костянтин Іванович
Костянти́н Іва́нович Пушкарьо́в (нар. 1915 — пом. 1938) — радянський військовик, учасник битви на озері Хасан, молодший командир. Герой Радянського Союзу (1938).

## Життєпис
Народився 24 квітня (7 травня) 1915 року в селищі Сенгілей, нині — місто Ульяновської області Росії, в родині робітника. Росіянин.
Здобув неповну середню освіту. Працював машиністом на млині, механіком Ульяновської МТС, слюсарем колгоспу «Червона вишка».
До лав РСЧА призваний у 1936 році. Військову службу проходив на Далекому Сході. Закінчив полкову школу.
Механік-водій танку 118-го Ачинського стрілецького полку 40-ї стрілецької дивізії (1-ша Приморська армія, Далекосхідний фронт) молодший командир К. І. Пушкарьов особливо відзначився в боях біля озера Хасан. У ході бойових дій його екіпаж у складі командира танку Г. Корнєва та заряджаючого Г. Колесникова, знищив кілька вогневих точок і багато живої сили супротивника. 31 липня 1938 року, прорвавшись у розташування ворога, екіпаж танку вів бій, доки не скінчились боєприпаси. Коли танк був підбитий, японці підпалили його. Екіпаж волів загинути у вогні, аніж здатись у полон.
Похований у братській могилі поблизу висоти Заозерної.

## Нагороди
Указом Президії Верховної Ради СРСР від 25 жовтня 1938 року «за зразкове виконання бойових завдань і геройство, виявлене при обороні району озера Хасан», молодшому командирові Пушкарьову Костянтину Івановичу присвоєне звання Героя Радянського Союзу (посмертно).
Був нагороджений орденом Леніна (25.10.1938).

## Пам'ять
Ім'ям Костянтина Пушкарьова названо одну з вулиць міста Ульяновська. У місті Сенгілей йому встановлено погруддя.